# Michael O'Connor (football)
Michael Joseph O'Connor est un footballeur international nord-irlandais né le 6 octobre 1987 à Belfast (Irlande du Nord). Il évolue au poste de milieu de terrain au Glenavon FC.

## Biographie
O'Connor reçoit 11 sélections en équipe d'Irlande du Nord entre 2008 et 2013. Il joue son premier match en équipe nationale le 26 mars 2008 contre la Géorgie. Il dispute 4 matchs comptant pour les éliminatoires de la coupe du monde.
Il joue 66 matchs en Championship (deuxième division anglaise) : deux avec Crewe Alexandra et 64 avec Scunthorpe.
Le 29 juin 2016, il rejoint le Notts County.
Le 15 janvier 2020, il rejoint Salford City.